# Benjamin Graham
Benjamin Graham (/ɡræm/; născut Benjamin Grossbaum; 8 mai 1894 – 21 septembrie 1976) a fost un economist american (născut britanic), autor și investitor profesionist. Graham este considerat părintele școlii de investiție în valoare, metodă pe care a predat-o la Columbia Business School începând cu 1928, ulterior rafinată împreună cuDavid Dodd prin edițiile succesive ale cărții Security Analysis. Graham a avut mulți discipoli de-a lungul vieții sale, mulți dintre ei ajungând la rândul lor investitori de succes: Warren Buffett, William J. Ruane, Irving Kahn, Walter J. Schloss și alții. Buffett, care îl creditează pe Graham ca fiind unul dintre mentorii săi, îl descrie ca fiind a doua cea mai influentă perosoană din viața sa după tatăl său. Influența asupra studenților săi a fost așa de mare încât doi dintre aceștia, Buffett și Kahn, și-a botezat fiii după numele lui  Howard Graham Buffett și Thomas Graham Kahn. Graham a mai predat și la UCLA Anderson School of Management.

## Biografie
Benjamin Graham s-a născut in Londra, Anglia, dar s-a mutat în New York cu familia când avea doar 1 an. După moartea tatălui său, trecând prin dificultăți financiare, a devenit un student eminent la Universitatea Columbia, absolvind al doilea din promoția sa la 20 de ani (cu gradul de salutatorian). A primit oferte de a deveni asistent din partea catedrelor de Engleză, Matematică și Filozofie, dar a preferat un loc de muncă pe Wall Street și în cele din urmă a fondat Parteneriatul Graham-Newman.

## Carieră
Prima sa carte, Security Analysis, coautor David Dodd, a fost publicată în 1934.

 Security Analysis și The Intelligent Investor, publicată în 1949 (4th revision, with Jason Zweig, 2003), sunt cele mai cunoscute cărți ale sale. 
Warren Buffett descrie e Intelligent Investor ca fiind "cea mai bună carte despre investiții scrisă vreodată."

## Concepte fundamentale

### Investiție vs speculație
Graham atrage atenția jucătorilor de pe bursă de distincția fundamentală dintre investiție și speculație, propunând pentru prima dată definiții clare pentru fiecare dintre aceste concepte "An investment operation is one which, upon thorough analysis, promises safety of principal and an adequate return. Operations not meeting these requirements are speculative."
Graham afirma că deținătorul unei acțiuni trebuie să privească un astfel de titlu, nu ca pe o foaie de hartie ci ca pe o bucată dintr-o companie adevărată. Cu această perspectivă în minte, investitorul nu trebuie să fie preocupat prea mult de fluctuațiile de preț deoarece bursa de valori se comportă pe termen scurt ca o mașină de vot, dar pe termen lung ca una pentru cântărire. Graham a făcut distincția între investitorul activ și cel pasiv. 

### Marja de siguranță
Graham recomandă ca investitorii să acorde timp și atenție în a analiza starea financiară a unei companii.  Atunci când respectiva companie se găsește pe piață la vânzare cu un mare discount, atunci investiția este considerată sigură datorită aceste marje de siguranță.

### Mr. Market
În capitolul 8 al cărții Investitorul Inteligent, Graham propune o metaforă pentru comportamentul irațional al piețelor: Mr. Market, un individ bipolar care propune investitorului in fiecare zi la prețuri când foarte mari, când ridicol de mici, iar investitorul este liber să profite de aceste oferte sau să le ignore.

## Moștenire
Contribuțiile sale au acoperit numeroase domenii, în principal adiacente investițiilor fundamentale bazate pe valoare. 
Graham este considerat „părintele investițiilor bazate pe valoare”. Cele două cărți ale sale, „Analiza securității” și „Investitorul inteligent”, i-au definit filosofia de investiții, în special în ceea ce înseamnă să fii un investitor bazat pe valoare. Cel mai faimos elev al său este Warren Buffett, acesta fiind constant clasat printre cele mai bogate persoane din lume. Potrivit lui Buffett, Graham obișnuia să spună că își dorește în fiecare zi să facă ceva prostesc, ceva creativ și ceva generos. Iar Buffett a remarcat că Graham a excelat cel mai mult în ultimul caz.
Deși mulți investitori bazați pe valoare au fost influențați de Graham, printre cei mai notabili discipoli ai săi în domeniul investițiilor se numără Charles Brandes, William J. Ruane, Irving Kahn și Walter J. Schloss. În plus, gândurile lui Graham despre investiții i-au influențat pe managerii de fonduri speculative Bill Ackman, Seth Klarman, Whitney Tilson și Nancy Zimmerman. Deși unele dintre conceptele de investiții ale lui Graham sunt considerate acum depășite sau învechite, majoritatea sunt încă recunoscute ca fiind importante, iar „Analiza securității” sau „Investitorul inteligent” sunt lecturi obligatorii pentru noii angajați la multe firme de investiții din întreaga lume.
Graham a adus, de asemenea, contribuții importante la teoria economică. În special, a propus o nouă bază atât pentru moneda americană, cât și pentru cea globală, ca alternativă la standardul aurului. Graham a considerat această teorie valutară drept cea mai importantă lucrare profesională a sa; aceasta a câștigat o atenție reînnoită la decenii după moartea sa, în urma crizei financiare din 2008.
Dintre discipolii lui amintim de asemenea pe Charlie Munger, Philip Fisher, Walter Schloss, Peter Lynch, John Templeton, Mohnish Pabrai, Whitney Tilson, Prem Watsa, Jerome Chazen, and Joel Greenblatt .

### Cărți
- Security Analysis, editions 1934,[1] 1940,[2] 1951[3] and 1962[4] and 1988[5] and 2008[6] ISBN 978-0-07-159253-6
- The Intelligent Investor, editions 1949,[7] reprinted in 2005; 1959,[8] 1965,[9] 1973 [10] with many reprints since
- Storage and Stability: A Modern Ever-normal Granary, New York: McGraw Hill. 1937 ISBN 0-07-024774-9[11]
- The Interpretation of Financial Statements
- World Commodities and World Currency, New York & London, McGraw-Hill Book Company. 1944 ISBN 0-07-024806-0
- Benjamin Graham, The Memoirs of the Dean of Wall Street (1996) ISBN 978-0-07-024269-2 [12]

1. ↑  Graham and Dodd. 1934. Security Analysis: Principles and Technique, 1E. New York and London: McGraw-Hill Book Company, Inc.
2. ↑  Graham and Dodd. 1940. Security Analysis: Principles and Technique, 2E. New York and London: McGraw-Hill Book Company, Inc.
3. ↑  Graham et al. 1951. Security Analysis: Principles and Technique, 3E. New York: McGraw Hill Book Company, Inc.
4. ↑  Graham et al. 1962. Security Analysis: Principles and Technique, 4E. New York: McGraw-Hill Book Company, Inc.
5. ↑  Graham and Dodd. 1988. Security Analysis: Principles and Technique, 5E. McGraw-Hill Professional
6. ↑  Graham and Dodd. 2008. Security Analysis: Principles and Technique, 6E. McGraw-Hill Professional
7. ↑  Benjamin Graham. 1949. The Intelligent Investor, 1E. Harper&Brothers, New York, 264 pp
8. ↑  Benjamin Graham. 1959. The Intelligent Investor, 2E revised. Harper&Brothers, New York, 292 pp
9. ↑  Benjamin Graham. 1965. The Intelligent Investor, 3E revised. Harper's, New York, 332 pp
10. ↑  Benjamin Graham. 1973. The Intelligent Investor, 4E revised. Harper&Row, Publishers, New York, 340 pp
11. ↑  Benjamin Graham. 1937.ISBN 0-07-024774-9 Storage and Stability: A Modern Ever-normal Granary. New York: McGraw Hill. 1937
12. ↑  Graham and Ed. Chatman. 1996. Benjamin Graham, the memoirs of the dean of Wall Street. New York: McGraw Hill.